# Lew Kerbel
Lew Jefimowicz Kerbel (ros. Лев Ефимович Кербель, ur. 25 października?/7 listopada 1917 w Semeniwce, zm. 14 sierpnia 2003 w Moskwie) – radziecki rzeźbiarz monumentalny, narodowości żydowskiej.

## Życiorys
Podczas nauki w szkole zajął pierwsze miejsce w jednym ze szkolnych konkursów twórczości dziecięcej, po ukończeniu szkoły średniej studiował na Wszechrosyjskiej Akademii Sztuk Pięknych w Leningradzie, następnie Moskiewskim Instytucie Malarstwa, Rzeźby, Architektury i Historii Sztuki; podczas studiów w 1937 wykonał rzeźbę Puszkina i posąg Pioniera dla obozu pionierskiego „Artek”. W 1941 brał udział w konkursie na pomnik Majakowskiego, zdobywając pierwsze miejsce w pierwszej turze. Podczas wojny ZSRR z Niemcami przebywał na Froncie Północnym, następnie na innych frontach, gdzie rzeźbił posągi Bohaterów Związku Radzieckiego. Po wojnie wykonał Pomnik upamiętniający bitwę o wzgórza Seelow i – wraz z Władimirem Cigalem – Pomnik Żołnierzy Radzieckich w Berlinie-Tiergarten. Jest również autorem pomnika Karola Marksa w Moskwie, pomnika Marksa w Chemnitz (ówcześnie  Karl-Marx-Stadt), pomnika załogi krążownika Kursk, pomnika radzieckiego żołnierza-wyzwoliciela w Kostrzynie, pomnika Gagarina, Nikołajewa i innych radzieckich kosmonautów, pomnika premiera Sri Lanki Solomona Bandaranaike w Kolombo, a także pomników Lenina w Moskwie na Placu Oktiabrskim (obecnie Plac Kałuski), w Smoleńsku, Gorkach Leninskich, Kemerowie, Krasnoznamiensku, Połtawie, Syktywkarze, Lipiecku, Sofii i współautorem pomnika Lenina w Hawanie. W 1963 został członkiem KPZR. Łącznie wykonał ponad 70 pomników. W 1962 został członkiem korespondentem Akademii Sztuk Pięknych ZSRR, w 1975 jej członkiem rzeczywistym, a w 1988 wiceprezydentem. Miał honorowe obywatelstwo Smoleńska i Polarnego. Został pochowany na Cmentarzu Nowodziewiczym.

## Odznaczenia i nagrody
- Medal Sierp i Młot Bohatera Pracy Socjalistycznej (26 marca 1985)
- Order Lenina
- Order „Za zasługi dla Ojczyzny” III klasy (5 listopada 1997)
- Nagroda Leninowska (1961)
- Nagroda Stalinowska (1950)
- Order Czerwonego Sztandaru Pracy
- Order Wojny Ojczyźnianej II klasy
- Order Czerwonej Gwiazdy
- Order Przyjaźni Narodów
- Medal „Za obronę Moskwy”
- Medal „Za obronę Radzieckiego Obszaru Podbiegunowego”
- Medal „Za zdobycie Berlina”
- Order Karla Marksa (NRD)

i inne.